# Leptin

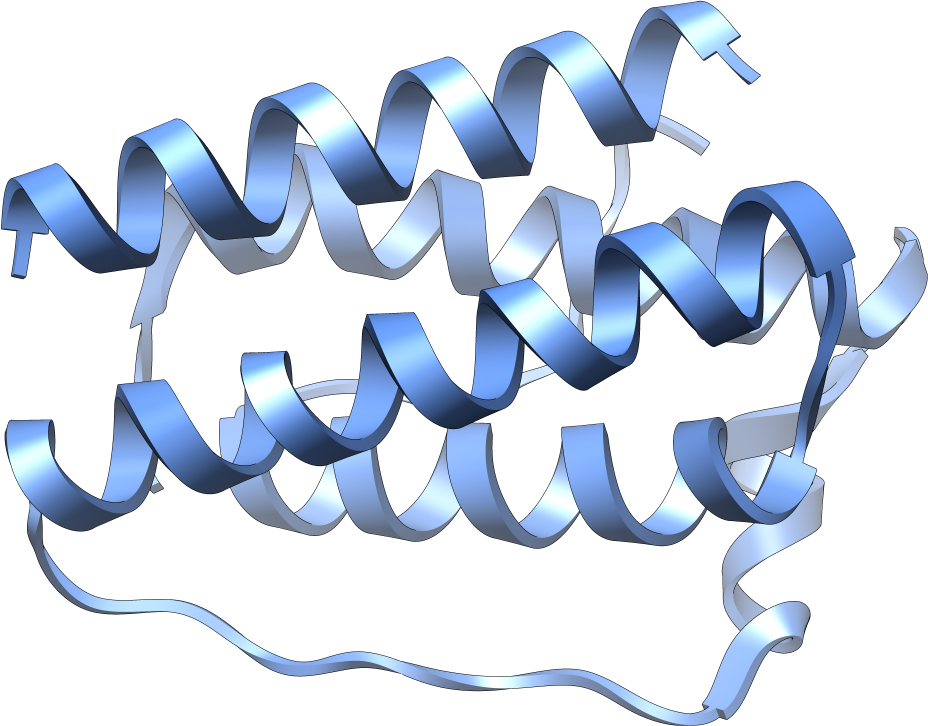
Struktura leptinu

Leptin je protein tvořený v tukových buňkách (adipocytech) v tukové tkáni. Patří mezi tzv. adipokiny – takto se souhrnně nazývají látky, které jsou tvořeny tukovými buňkami. Leptin je prvním objeveným adipokinem, stalo se tak v roce 1994.

## Struktura
Leptin je bílkovina o velikosti 167 aminokyselin, jeho terciární strukturu tvoří čtyři antiparalelní alfa-helixy, které jsou spojeny dvěma dlouhými a jedním krátkým spojem. Jako každý protein je i leptin kódován v DNA - gen pro leptin je lokalizován na sedmém chromozomu, v pozici 7q31.3.

## Místa exprese
Leptin je tvořen nejen v bílé tukové tkáni, ale i na jiných místech organismu. Jsou jimi např. hnědá tuková tkáň, placenta, oocyty, buňky granulózy preovulačního folikulu, epitel prsní žlázy, žaludeční sliznice, hypotalamus, hypofýza či kosterní svaly.

## Mechanismus účinku
Aby leptin mohl působit, tj. zprostředkovávat své fyziologické funkce, je zapotřebí jeho navázání na receptor, tzv. Ob-receptor. V organismu existuje 6 izoforem receptoru pro leptin, Ob-Ra, Ob-Rb, Ob-Rc, Ob-Rd, Ob-Re a Ob-Rf. Ale pouze forma Ob-Rb obsahuje intracelulární strukturu nutnou pro aktivaci buněčných signálů. Tato izoforma se vyskytuje v hypotalamu a endometriu, ostatní izoformy se podílejí na transportu leptinu v organismu.

## Funkce leptinu
Leptin plní v organismu početné funkce. Jeho hlavním úkolem je adaptace organismu na hladovění. Podílí se na udržování energetické homeostázy, omezuje příjem potravy a zvyšuje energetický výdej, signalizuje množství tuku v organismu a nutriční zásoby, přímo inhibuje koncentraci intracelulárních lipidů, zvyšuje vychytávání glukózy a jaterní glukoneogenezi. Hraje úlohu v reprodukci, regulaci nástupu puberty (je esenciální molekulou pro vyzrávání pohlavní osy) a při poruchách příjmu potravy. Podílí se také na regulaci kardiovaskulárních (aktivace sympatiku, zvyšování krevního tlaku, indukce angiogeneze) a imunitních funkcí, na řízení ontogeneze. Leptin nepřímo působí také na kostní metabolismus, jehož velikost závisí na nutričním stavu organismu a nástupu menstruace. Nízké koncentrace leptinu, a tudíž i nevyhovující nutriční stav či pozdní menarche, jsou rizikovým faktorem pro pozdější rozvoj osteoporózy.

## Hladiny leptinu
Plazmatické hladiny leptinu korelují se zásobami tuku v organismu. Tyto hladiny jsou všeobecně vyšší u žen než u mužů, a to bez ohledu na tělesnou hmotnost, objem tuku či stáří. Leptin je přítomen pouze v malém množství u pacientů trpících poruchami příjmu potravy (anorexie, bulimie). Všeobecně vysoké koncentrace nacházíme u pacientů s obezitou, která je považována za stav leptinové rezistence. Vysoké hladiny leptinu jsou spojené také s přítomností syndromu polycystických ovárií. Plazmatické hladiny leptinu vykazují cirkadiánní rytmy, hodnoty leptinu jsou nejvyšší kolem půlnoci a v časných ranních hodinách. V únoru 2012 vyšel v časopise Nature článek citující rostoucí důkazy toho, že látkou potlačující leptin může být cukr, konkrétně fruktóza, masivně zastoupená v potravinářském průmyslu.